# Петричко
 Тази статия е за историко-географската област.  За общината вижте Петрич (община).  
Петричко е историко-географска област в Югозападна България, около град Петрич.
Територията ѝ съвпада приблизително с някогашната Петричка околия – днешната община Петрич, заедно със селата Добри лаки, Игралище, Клепало, Колибите, Махалата и Никудин в община Струмяни и Лебница и Хърсово в община Сандански. Разположена е в западната част на Санданско-Петричката котловина и по съседните планини  Беласица, Огражден и Малешевска. Граничи със Санданско на север и изток, Демирхисарско и Дойранско на юг и Струмишко и Беровско на запад.